# گیوم بونافون
گیوم بونافون (فرانسوی: Guillaume Bonnafond‎؛ زادهٔ ۲۳ ژوئن ۱۹۸۷) دوچرخه‌سوار اهل فرانسه است.
از باشگاه‌هایی که در آن رکاب زده‌است می‌توان به آژ۲آر لا موندیال و تیم دوچرخه‌سواری کوفیدیس اشاره کرد.